# Challenger DCNS de Cherbourg 2006
Il Challenger DCNS de Cherbourg 2006 è stato un torneo di tennis facente parte della categoria ATP Challenger Series nell'ambito dell'ATP Challenger Series 2006. Il torneo si è giocato a Cherbourg in Francia dal 27 febbraio al 5 marzo 2006 su campi in cemento indoor.

## Vincitori

### Singolare
Nicolas Mahut ha battuto in finale  Jean-Christophe Faurel con il punteggio di 6–2, 6–4

### Doppio
Jean-François Bachelot /  Stéphane Robert hanno battuto in finale  Sanchai Ratiwatana /  Sonchat Ratiwatana con il punteggio di 7–6(5), 6–3